# Battenheim
Battenheim település Franciaországban, Haut-Rhin megyében. Lakosainak száma 1552 fő (2022. január 1.). Battenheim Ensisheim, Bantzenheim, Munchhouse, Ottmarsheim, Baldersheim és Ruelisheim községekkel határos.

## Népesség
A település népességének változása:
| Lakosok száma | 1415 | 1508 | 1569 | 1587 | 1592 | 1594 | 1580 | 1566 | 1552 |
|               | 2013 | 2015 | 2016 | 2017 | 2018 | 2019 | 2020 | 2021 | 2022 |